# Joe Chill
Joe Chill es un personaje ficticio que aparece en los cómics publicados por DC Comics, comúnmente en asociación con el superhéroe Batman. Creado por Bill Finger y Bob Kane, el personaje apareció por primera vez en Detective Comics # 33 (noviembre de 1939).
En la historia del origen de Batman, Joe Chill es el asaltante de Gotham City que asesina a los padres del joven Bruce Wayne, el Dr. Thomas Wayne y Martha Wayne. El asesinato traumatiza a Bruce, y él jura vengar sus muertes luchando contra el crimen como el vigilante Batman.

## Biografía del personaje ficticio
No se sabe mucho sobre Chill, excepto que es, en la mayoría de las versiones de Batman, un pequeño asaltante que mata a los padres de Bruce, Thomas y Martha, mientras intenta tomar su dinero y joyas. Cuando pide el collar de Martha, Thomas se mueve para proteger a su esposa y Chill entra en pánico y le dispara; luego mata a Martha cuando ella grita pidiendo ayuda (en versiones posteriores hasta la década de 1970, Martha muere de un ataque cardíaco provocado por la conmoción de ver a su esposo asesinado). Chill se escapa cuando Bruce comienza a llorar y a pedir ayuda, pero no antes de que el niño memorice sus rasgos. En al menos tres versiones del mito de Batman, nunca se identifica al asesino de los Wayne.

### Versión pre-Crisis
La historia del origen de Batman fue establecida por primera vez durante una secuencia en Detective Comics N.º 33 (noviembre de 1939) y la misma fue reproducida en el cómic Batman N.º 1 (primavera de 1940); sin embargo, el asaltante no tuvo nombre hasta la publicación de Batman N.º 47 (junio-julio de 1948). En la última historieta mencionada, Batman descubre que Joe Chill, el jefe criminal de segunda al que está investigando, no es otro sino el hombre que asesinó a sus padres. Batman lo enfrenta y le revela su identidad secreta («Soy el hijo del hombre que mataste. ¡Soy Bruce Wayne!». Chill trata de decirle a sus cómplices la identidad de Batman pero antes de poder hacerlo es asesinado por éstos.

### Versión de la Edad Moderna
Post-Crisis, Chill tuvo un papel importante en la historia Batman: año dos de 1987. Varios jefes criminales de Gotham City unieron sus fuerzas para enfrentar a un justiciero violento llamado Reaper (El Segador o La Parca) y contrataron a Chill para deshacerse de él. Cuando Batman propuso una alianza, se pactó que trabajaría junto con Chill, algo que Batman encontraba repugnante aunque necesario para detener a Reaper. Sin embargo, juró matar a Chill una vez que el asunto hubiese concluido. Chill también había recibido órdenes de acabar con Batman. Durante un gran combate, los jefes del crimen fueron asesinados en un almacén; aparentemente La Parca también había muerto. En la mente de Chill, ya no existían razones para completar su contrato, pero Batman lo llevó al Callejón de Crimen, el lugar donde murieron sus padres. Una vez allí, Batman le reveló a Chill su identidad y lo tenía a punta de pistola cuando apareció Reaper y eliminó a Chill. No está claro si Batman habría apretado el gatillo o no, pero más tarde se dio cuenta de que estuvo a punto de convertirse en aquello contra lo que lucha.
Durante la secuela de 1991, Batman: Círculo mortal, aparece el hijo de Chill (llamado también Joe Chill) y toma la identidad de Reaper. En su búsqueda de venganza por la muerte de su padre, intentó enloquecer a Batman usando drogas alucinógenas para despertar en él la culpa por sobrevivir a sus padres. Chill sabía que su padre había matado a los padres de Batman, pero no conocía la identidad del enmascarado. Sin embargo, gracias a la intervención de Robin, Batman pudo liberarse de la confusión provocada por las drogas y superar su culpa. Después que el nuevo Reaper fue derrotado, Batman aceptó que la enemistad entre él y los Chill había terminado.
Tras Hora Cero, DC Comics dispuso que Batman no había atrapado ni confrontado al asesino de sus padres tras haber visto en una línea de tiempo alternativa que Chill no era el responsable. Posiblemente, la razón para este cambio sea que permitiría a Batman ver a todos los criminales como representaciones del hombre que mató a sus padres.
En 2006, otra crisis cósmica restableció a Chill como el asesino de Thomas y Martha Wayne e introdujo por primera vez que había sido arrestado por el crimen esa misma noche. El cambio sigue la pauta de la película Batman Begins, donde Chill también era atrapado poco después de matar a los Wayne. Además, esto tendría sentido en cuanto a que, en Batman: año uno, Chill no es mencionado tras la muerte de Thomas y Martha y se presume que fue atrapado. Los escritores de DC pretenden mostrar próximamente el destino final de Chill, que se supone tuvo lugar mientras Bruce era adolescente.

## Otras versiones en cómics

### Batman: The Dark Knight Returns
En la serie limitada de 1986 escrita y dibujada por Frank Miller Batman: The Dark Knight Returns, Bruce Wayne consigue (en parte, al menos) perdonar a Chill después de ser asaltado por unos pandilleros. Al principio, fantasea que los dos criminales novatos son Chill así puede descargar toda su ira sobre ellos, pero en seguida su furia pasa cuando los dos pierden interés en él y lo dejan en paz. Finalmente, Wayne ve que Chill no había matado a sus padres por diversión (como los dos bribones querían hacer con él) y que por lo tanto no era realmente malvado.
Wayne se da cuenta de que Chill «se sentía enfermo y culpable por hacerlo. Sólo quería dinero. Fui un ingenuo creyéndolo el canalla más rastrero.» Luego se desespera porque esta "nueva camada" de criminales sí mataban por placer: «Estos son sus hijos. Una raza más pura.»

### Las aventuras de Batman
Pese a que Chill fue creado dentro del Universo DC principal, también pudo ser visto en el cómic ya cancelado Las aventuras de Batman, que transcurre en la misma continuidad que Batman: La serie animada. En su último número, se muestra que Chill vivió con temor desde esa la noche cuando mató a los Wayne, en especial ahora que su hijo se había convertido en un poderoso empresario de Gotham City. Chill comenzó a ver, al azar, el rostro de Bruce Wayne en la gente que se cruzaba por toda la ciudad. Finalmente, intenta asesinar al detective que llevó el caso pues ha prometido encerrarlo a pesar del tiempo transcurrido desde el crimen. Batman aparece y, tras una corta lucha, Chill le quita la máscara. Al ver a Bruce, cree haberse vuelto completamente loco y se tira por el balcón. Batman no reconoce a Chill ni sabe por qué rechazó su ayuda.

### El Joe Chill deTierra-3
En los cómics de los años 1990 donde aparecía el Sindicato del Crimen de América, se reveló que en ese mundo paralelo, Joe Chill era amigo del Dr. Thomas Wayne. Un policía había querido arrestar a Wayne para interrogarlo y cuando este se negó, abrió fuego: en esta versión alterna, Bruce y su madre resultaron muertos. Joe Chill salió del callejón y descubrió los cadáveres; a continuación, se fue junto con el joven Thomas Wayne Jr. Thomas hijo luego se convertiría en Owlman, mientras que Thomas padre sobrevivió al ataque y se transformó en el jefe de policía de Gotham City, con un grupo de oficiales aún menos corruptos que los de la continuidad principal de DC.

## Apariciones en otros medios

### Televisión
- En el episodio "The Fear" de Super Powers Team: Galactic Guardians, un flashback muestra a Thomas y Martha Wayne siendo asaltados por alguien que podría ser Joe Chill (con la voz de Michael Rye). Cuando su padre intenta pelear con él, un joven Bruce dice: "No, papá, tiene un..." y se muestra un rayo en el cielo mientras sus padres salen disparados fuera de la pantalla. Este flashback es posteriormente inducido por El Espantapájaros. Este episodio representa la primera vez que se retrata en televisión el origen de Batman.
- El episodio de Liga de la Justicia Ilimitada, "Para el hombre que lo tiene todo" presenta la aparición de Joe Chill, con la voz de Kevin Conroy (la voz de Batman en el Universo animado de DC). En el episodio, Batman es capturado por la planta Black Mercy, que atrapa a su presa en la fantasía del deseo de su corazón. Mientras está bajo el hechizo de la planta, Batman alucina que su padre golpea a Chill después de desarmarlo. Sin embargo, cuando Wonder Woman arranca la planta de Batman, la visión vuelve a la realidad, con Chill disparando y matando a los padres de Bruce fuera de la pantalla.
- Joe Chill es el foco principal en Batman: The Brave and the Bold episodio "Chill of the Night!", con la voz de Peter Onorati.[6] Esta versión del personaje es un asesino a sueldo que mata a Thomas y Martha por orden de su jefe Lew Moxon como venganza porqué Thomas Wayne lo haya puesto en la cárcel. En la actualidad, Moxon está muriendo y le confiesa a un sacerdote (Batman disfrazado) que Joe Chill ahora trabaja como un traficante de armas que vende armas a super-criminales en el mercado negro, subastando un arma sónica a los supervillanos de Gotham City (que consiste en el Joker, Sombrerero Loco, Sr. Frío, Pingüino, Hiedra Venenosa, Solomon Grundy y Dos Caras). Batman se enfrenta a él y le revela su identidad secreta. Aterrado, Chill pide ayuda a los villanos. Cuando reconoce que es indirectamente responsable de la existencia de Batman, los villanos se vuelven contra él. Batman evita que los villanos maten a Chill, pero El Espectro manipula los eventos para que Chill muera cuando Batman redirige la explosión del arma que Chill estaba vendiendo, lo que hace que el techo se derrumbe sobre él. Este episodio marcó la primera vez en la historia de la animación que Batman se enfrenta al asesino de sus padres.
- En el estreno de la serie de Gotham, un asaltante enmascarado (Danny Schoch) mata a Thomas y Martha Wayne frente a su hijo, Bruce (David Mazouz). Sin embargo, en una desviación de los cómics, la serie finalmente revela que, en lugar de Chill, el sicario de poca monta Patrick “Matches” Malone (Michael Bowen) mató a los Waynes por orden de su empleador, Hugo Strange (B.D. Wong).

### Película
- Saga de Burton
  - En el guion original de Batman (1989), el jefe del crimen Rupert Thorne contrata a Joe Chill para asesinar a Thomas Wayne quien es su principal opositor al cargo de alcalde de Ciudad Gótica.[7] En la versión final de la película, sin embargo, Jack Napier (quien más tarde se convertiría en el Joker) es el asesino de Thomas y Martha Wayne. Según el productor Michael Uslan, Chill, interpretado por Clyde Gatell, es el socio de Napier en el asalto.[8][9]
- Saga de Nolan
  - Joe Chill aparece en Batman Begins (2005), interpretado por Richard Brake. En esta versión, Joe Chill afirma que asalta a los Wayne porque era uno de los millones de gothamitas sumergidos en la pobreza, en medio de la depresión económica que asolaba la ciudad en ese momento (más tarde se revela que fue causada por la Liga de las Sombras). Cuando Chill agarra el collar de Martha, Thomas se mueve para defenderla, y presa del pánico, Chill mata a los dos. Esa misma noche es arrestado y sentenciado a prisión. Tras catorce años de reclusión, Chill hace un trato para obtener la libertad condicional a cambio de testificar contra su compañero de celda, el jefe mafioso Carmine Falcone. Mientras Chill es escoltado fuera del juzgado, un asesino contratado por Falcone que se hace pasar por reportero, lo asesina de un disparo, privando a Bruce Wayne de su propia oportunidad de venganza, quien se encontraba a escasos metros de allí ocultando un arma. Más tarde, Bruce se enfrenta a Falcone, y el gánster se burla de él diciéndole que Chill le contó cómo Thomas Wayne le "suplicó como un perro" antes de morir. Más adelante en la película, Batman revive el asesinato de sus padres bajo la influencia de la toxina del miedo del Espantapájaros. Cerca del final de la película, Chill es mencionado brevemente por Rachel.
- DC Extended Universe
  - Joe Chill aparece brevemente en la película de Batman v Superman: Dawn of Justice (2016), interpretado por el director de la segunda unidad de Zack Snyder, Damon Caro, aunque no figura acreditado. Él es el asesino sin nombre que aparece durante los créditos iniciales y durante un flashback posterior, disparando al matrimonio Wayne.
- DCEU Dark
  - Cerca del final de la película Joker (2019), la familia Wayne es abordada por un manifestante, quien presumiblemente es Joe Chill. Oculto tras una máscara de payaso y motivado por el asesinato en vivo y en directo del presentador televisivo Murray Franklin perpetrado por el personaje que interpreta Joaquin Phoenix, persigue unos metros a la familia Wayne hasta un callejón y finalmente llama la atención de Thomas diciéndole textualmente "tendrás lo que mereces" e inmediatamente dispara contra él. Luego abre fuego contra Martha.
- Joe Chill aparece en un flashback de Justice League Dark: Apokolips War.

### Videojuegos
- Se hace referencia a Joe Chill en Batman: Arkham Asylum. Batman, durante una escena en la que está bajo la influencia del gas del miedo del Espantapájaros, revive el asesinato de sus padres. En la alucinación, la voz de Joe Chill se distorsiona y la persona que proporciona la voz no está acreditada.
- Joe Chill aparece en Batman: The Telltale Series, con la voz de Jarion Monroe.[6] En el juego, se revela que Chill trabajó como asesino a sueldo para Carmine Falcone y asesinó a Thomas y Martha en nombre del aliado de Falcone, el alcalde Hamilton Hill. Más tarde fue encarcelado por su crimen y asesinado a puñaladas por un compañero de prisión contratado por Hill para mantenerlo callado.
- La apertura de Batman: Arkham VR tiene al jugador como testigo de Joe Chill (con la voz de Glenn Wrage)[6] matando a los padres de Bruce, lo que marca la única vez que Joe Chill aparece en los juegos de Arkham.